# Boulingrin (jardin)
Pour les articles homonymes, voir Boulingrin.

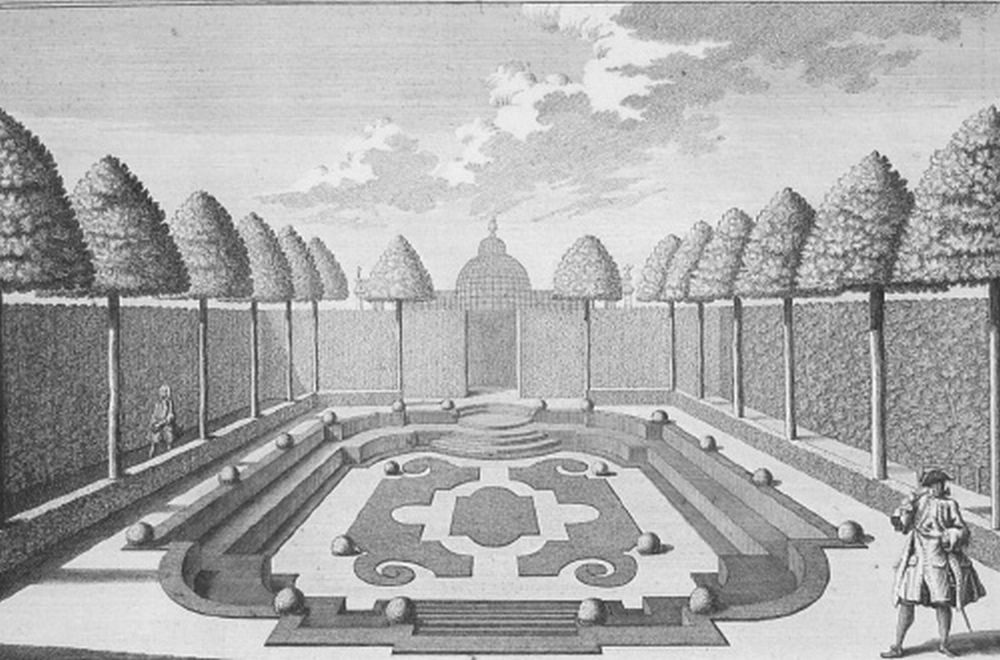
Boulingrin entouré de tilleuls dans le jardin baroque du prince Eugène de Savoie.
Gravure de Salomon Kleiner (1726).

Un boulingrin est un ornement végétal qui se présente sous la forme d'un parterre gazonné en creux, parfois entouré d'une bordure.

## Parcs et jardins
Le mot s'applique particulièrement aux parcs de châteaux et aux jardins publics.
Entré dans la langue française sous Louis XIV, il trouve son étymologie dans le mot composé anglais bowling green, signifiant « pelouse (green) du jeu de boules (bowling) ».
Le jardin de l'archevêché de Bourges a la particularité rare d'être organisé autour d'un boulingrin.

## Jeu de boules canadien
Au Canada, le mot boulingrin est utilisé pour désigner le jeu appelé en anglais lawn bowling,.